# Henryk Vogelfänger
Henryk Vogelfänger (sinh ngày 4 tháng 10 năm 1904 - mất ngày 6 tháng 10 năm 1990) , nghệ danh Tońko, là một diễn viên người Ba Lan. Trước chiến tranh, ông sống tại Lwów (nay là Lviv, Ukraine) và làm công việc luật sư. Ông và Kazimierz Wajda là bộ đôi hài kịch Szczepko và Tońko trong chương trình Wesoła Lwowska Fala của Đài phát thanh Ba Lan. Chương trình này rất được yêu thích ở Ba Lan.

## Tiểu sử
Henryk Vogelfänger tốt nghiệp Trường trung học Stanisław Staszic Số 6 tại Lwów. Sau khi tốt nghiệp đại học, ông mở văn phòng luật sư của mình vào năm 1935. Cùng với Kazimierz Wajda ("Szczepko"), ông bắt đầu sự nghiệp hài kịch trong chương trình Wesoła Lwowska Fala vào năm 1933.
Trong Chiến tranh thế giới thứ hai, Henryk Vogelfänger là một thành viên của đoàn diễn viên người Pháp đi biểu diễn ở Anh và ở mặt trận phía Tây. Ông là một binh sĩ trong Sư đoàn thứ nhất của Tướng Maczek. Sau chiến tranh, Henryk Vogelfänger sống lưu vong ở Anh. Tại đây, ông lấy tên là "Henry Barker" và hành nghề luật sư. Năm 1988, ông trở lại Ba Lan. Ông qua đời vào ngày 6 tháng 10 năm 1990 và được chôn cất tại London.

## Phim
| Năm  | Phim          | Vai diễn                | Ghi chú                                         |
| ---- | ------------- | ----------------------- | ----------------------------------------------- |
| 1936 | Będzie lepiej | Tońko                   |                                                 |
| 1939 | The Vagabonds | Antoni Tytylyta (Tońko) |                                                 |
| 1939 | Serce batiara | Tońko                   | chưa hoàn thành do Chiến tranh thế giới thứ hai |